# Tatiana Faia
Tatiana Faia (Portugal, 1986), é uma escritora e poeta portuguesa que em 2019 recebeu o Prémio de Literatura PEN na categoria Poesia.  

## Biografia
Tatiana Faia nasceu no dia 30 de Junho de 1986 em Portugal. Estudou na Faculdade de Letras da Universidade de Lisboa onde se licenciou em Estudos Clássicos. 
Em 2015 concluiu o doutoramento em literatura grega antiga com a tese Back across the barrier of the teeth, studies on homeric characters: the Iliad, onde se debruça sobre as personagens da Íliada de Homero. 
Deu aulas de literatura lusofona na Universidade de Cambridge  e colaborou com o projecto Central de Poesia do CLEPUL (Centro de Literaturas e Culturas Lusófonas e Europeias). 
É uma das editoras do projecto editorial Enfermaria6. 

## Prémios e Reconhecimento
Ganhou o Prémio de Literatura PEN na categoria Poesia em 2019 com o livro Um Quarto Em Atenas. 
Em 2022, a Câmara Municipal de Lisboa convidou 48 autoras a escreverem uma frase alusiva à liberdade, Tatiana Faia foi uma delas. As 48 frases foram depois pintadas no chão da cidade no âmbito das comemorações dos 48 anos do 25 de Abril.